# Margarete von Brandenburg (1410–1465)
Margarete von Brandenburg (* 1410; † 27. Juli 1465 in Landshut) war eine Prinzessin von Brandenburg und durch Heirat nacheinander Herzogin zu Mecklenburg und Herzogin von Bayern-Ingolstadt.
Margarete war eine Tochter des späteren Kurfürsten Friedrich I. von Brandenburg (1371–1440) aus dessen Ehe mit Elisabeth (1383–1442), Tochter des Herzogs Friedrich von Bayern-Landshut. Margaretes Brüder waren die nacheinander regierenden Friedrich II. und Albrecht Achilles, Kurfürsten von Brandenburg.
Im Jahre 1413 wurde sie mit dem pommerschen Prinzen Wartislaw, dem ältesten Sohn von Herzog Wartislaw VIII., verlobt. Doch starb ihr Verlobter bereits 1414/1415.
Sie heiratete 1423 Herzog Albrecht V. zu Mecklenburg, der jedoch kurz nach der Eheschließung starb, ohne dass das Paar ehelich zusammengelebt hatte. Als Mitgift erhielt Margarete Dömitz und Gorlosen von ihrem Vater.
Am 20. Juli 1441 heiratete Margarete zur Befestigung des Landfriedens in zweiter Ehe Herzog Ludwig VIII. von Bayern-Ingolstadt (1403–1445), genannt auch Ludwig der Höckerige. Durch diese Ehe gelangte Ludwig wieder in den Besitz der Gebiete, die er im Bayerischen Krieg 1420–1422 an Kurfürst Friedrich I. von Brandenburg verloren hatte. Mit Ludwig hatte Margarete ihre einzigen beiden, allerdings früh verstorbenen Kinder.
Schließlich verheiratete sich Margarete 1446 heimlich mit ihrem Hofmeister Martin von Waldenfels († 1471). Diese Beziehung fand Eingang in die 1844 erschienene Tragödie Ludwig der Gebartete von Georg Köberle.